# Enlèvements pendant l'attaque du Hamas contre Israël
Pour des articles plus généraux, voir Attaque du Hamas contre Israël de 2023 et Guerre à Gaza depuis 2023.
Les enlèvements pendant l'attaque du Hamas contre Israël se déroulent le 7 octobre 2023 lors de l'opération « Déluge d'al-Aqsa » à travers les attaques terroristes coordonnées sur le territoire israélien, au premier jour de la guerre à Gaza.
Les preneurs d’otages du Hamas, après avoir pénétré en Israël à partir de la bande de Gaza, commettent des enlèvements estimés initialement à 150, puis à environ 240, et enfin finalement à 252. La plupart des captifs sont des civils israéliens de tous âges, avec un plus petit nombre de soldats de Tsahal et de policiers ainsi que plusieurs ressortissants binationaux et étrangers. Les otages sont destinés à servir de boucliers humains ou de future monnaie d'échange,,.
En juin 2025, sur les 252 otages, 148 ont été libérés et 57 corps ont été récupérés par Israël. Sur la cinquantaine d'otages restants, 27 sont présumés morts.

## Contexte
L'attaque du Hamas contre Israël d'octobre 2023 est lancée à partir de plusieurs sites situés à la frontière avec la bande de Gaza,. L'attaque comprend des infiltrations terrestres et motorisées en territoire israélien, des attaques contre les bases des Tsahal et des échanges de tirs avec les forces de sécurité.
Peu avant sept heures du matin, des terroristes du Hamas lancent des raids contre de nombreux villages, villes et kibboutzim d'Israël, situés à la périphérie de la bande de Gaza, après avoir percé la frontière entre les deux territoires. Des massacres, des fusillades et des exactions sont commis sur des civils et militaires israéliens (hommes, femmes, enfants, nourrissons comme vieillards), et le Hamas parvient à la prise de contrôle des villages, des kibboutz et des installations militaires visés.
L'activité des terroristes palestiniens est combinée et soutenue par des tirs massifs de milliers de roquettes Qassam sur Israël.
Les paramilitaires du Hamas perpètrent différents massacres dans les habitations de Nahal Oz, Holit, Nir Oz, Netiv HaAsara, Be'eri, Kfar Aza ou Ofaqim ainsi qu'un massacre du festival de musique de Réïm, au cours duquel au moins 260 personnes sont tuées, sur un total ce jour-là de 1 200 morts, dans ce qui est décrit comme « la plus grande attaque terroriste de l'histoire » d'Israël,.

## Enlèvements

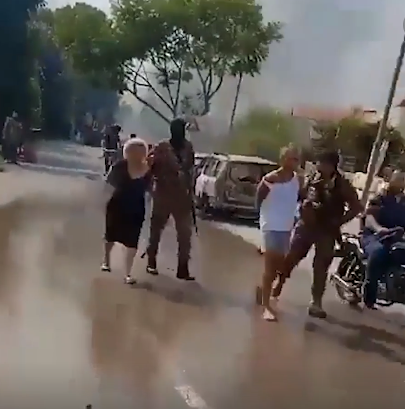
Membres du Hamas enlevant des civils israéliens au kibboutz Bééri (7 octobre 2023)

Dans plusieurs de ces localités en Israël, les militants palestiniens armés enlèvent le 7 octobre des civils majoritairement, y compris des personnes âgées, des femmes, des enfants et des nourrissons dont les nationalités sont israélienne ou étrangères, ainsi que des militaires et des policiers israéliens. Ces civils comprennent des familles, des festivaliers, des militants pour la paix, des soignants.
Les activistes les conduisent en captivité dans la bande de Gaza à bord de motos, voitures ou camionnettes.
Selon les déclarations du Hamas et du Jihad islamique palestinien, au cours du raid sur les implantations de la périphérie de Gaza, environ 130 à 163 citoyens et soldats sont enlevés, et dispersés dans différents tunnels à travers la bande de Gaza.
Plusieurs otages sont des ressortissants étrangers, notamment des États-Unis, de Grande-Bretagne, d'Allemagne et de Russie. Plusieurs dizaines de citoyens thaïlandais travaillant dans des serres israéliennes sont également enlevés. L'Italie annonce que dix de ses citoyens ont été enlevés à Gaza, dont un bébé d'un an. La moitié des enfants otages sont enlevés lors du massacre de Nir Oz.
L'un des cas d'enlèvement les plus célèbres est celui d'Avinathan Or et de Noa Argamani, qui participaient au festival de musique près de Réïm et qui ont été filmés en train d'être conduits par les activistes à Gaza, après que des messages WhatsApp qu'ils avaient envoyés pour demander de l'aide depuis leur cachette à partir de 8h10 ont été révélés. Un autre enlèvement ayant marqué les esprits comme symbole de la cruauté de ce jour est celui de la famille Bibas avec notamment son plus jeune otage âgé de 9 mois.
Certains des captifs sont exécutés dans la bande de Gaza après leur capture.

### Chronologie
Le 9 octobre, la première annonce du Hamas et du Jihad islamique palestinien indique que ces otages pris en Israël serviront de monnaie échange ultérieure contre des prisonniers palestiniens d'Israël,,. Le 9 octobre, le Hamas menace d'exécuter des otages israéliens en cas de bombardements sans préavis sur Gaza, : « Chaque fois que notre peuple sera pris pour cible sans avertissement, cela entraînera l'exécution d'un des otages civils. ». Deux jours plus tard, le Hamas menace encore de les exécuter,. Ensuite, le codirigeant du Hamas Moussa Abou Marzouk indique au magazine français Complément d'enquête que « les civils seront relâchés sans aucun doute » mais que « ces gens-là nous combattaient en tant qu'Israéliens… (devenus après leur capture) Français, Américains, Anglais, ou Allemands… et nous avons besoin de temps avant de vérifier tout cela ». Parmi ces 240 otages prisonniers du Hamas, figurent des dizaines d'étrangers ou de bi-nationaux, devant plutôt servir de boucliers humains.

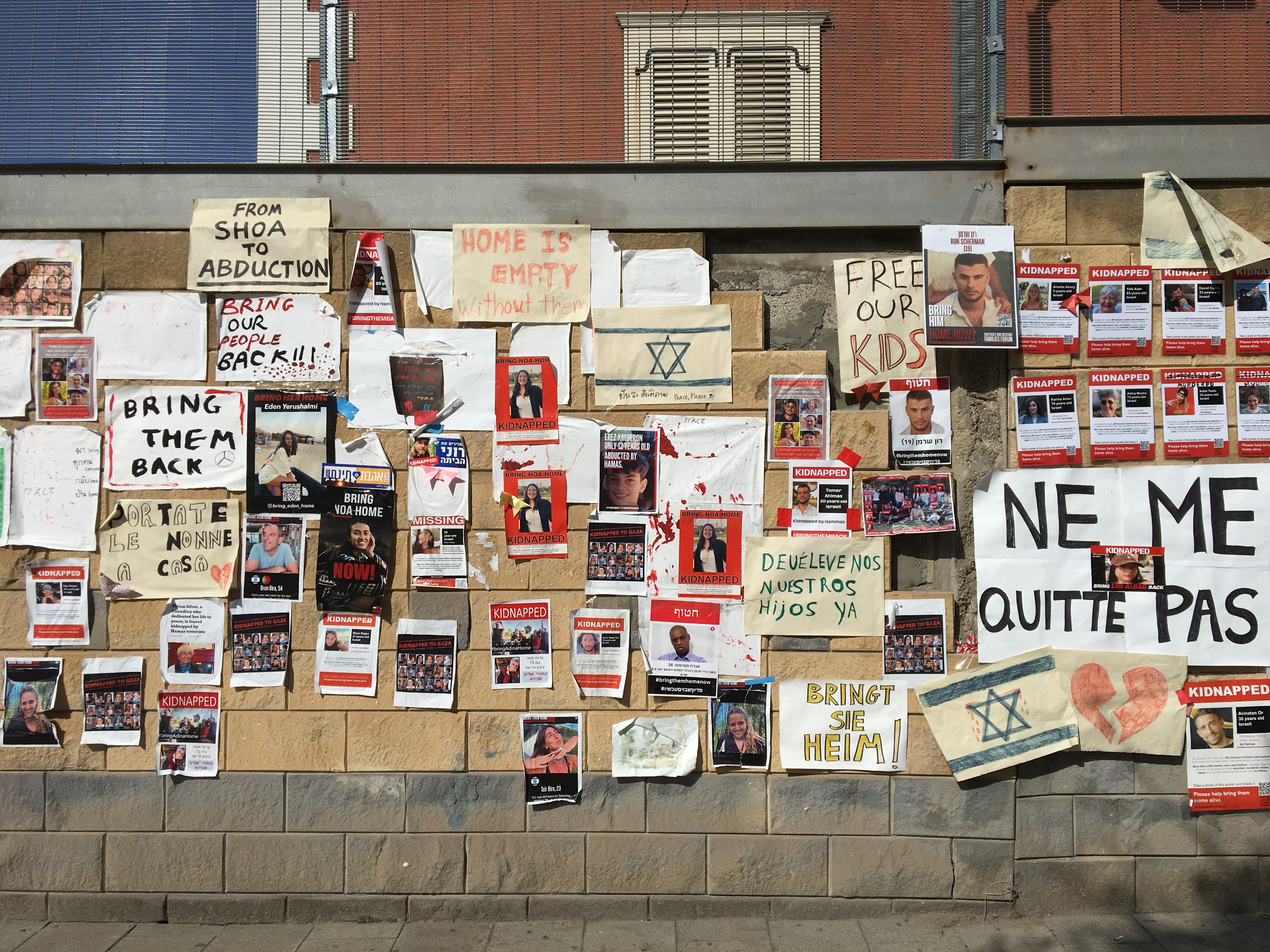
Affiches et posters en plusieurs langues affichés à Kirya (Israël).

Plusieurs États étrangers mentionnent leurs ressortissants parmi eux, dont Shani Louk, de nationalité germano-israélienne, âgée de 22 ans, exhibée inconsciente et dénudée à l'arrière d'un pick-up et sur laquelle crache la foule ou encore Eitan, Français âgé de 12 ans,,,. Le 30 octobre, le président Isaac Herzog annonce que ladite Shani Louk a été décapitée après avoir été enlevée à Gaza. Le 16 octobre, le Hamas publie une vidéo de propagande mettant en scène Mia Schem, une Franco-Israélienne de 21 ans enlevée lors de l'attaque au festival Nova de musique, le 7 octobre, disant être soignée de ses blessures à Gaza.
Le 28 octobre, Moussa Abou Marzouk du Hamas affirme vouloir libérer les otages israélo-russes dès lors qu'il les aura localisés. De plus, Yahya Sinwar, chef du Hamas dans la bande de Gaza, se dit, dans un communiqué diffusé par le Hamas, prêt à conclure « immédiatement » un échange des otages contre « tous les prisonniers » palestiniens incarcérés par Israël (environ 6 000).
Le 30 octobre, le Hamas estime que près de 50 otages ont été tués à Gaza dans les raids israéliens et ajoute le 1er novembre que sept otages dont trois détenteurs de passeports étrangers l'ont été dans un bombardement israélien sur le camp de réfugiés de Jabaliya.
Ce même jour, une vidéo de propagande des brigades Izz al-Din al-Qassam montre trois femmes enlevées le 7 octobre (« otages sionistes » sic) s'adressant à Netanyahou et son gouvernement pour qu'ils procèdent à un cessez-le-feu et un échange de prisonniers.
Le 31 octobre, le porte-parole de la branche militaire du Hamas annonce que l'organisation va libérer des otages étrangers « dans les prochains jours » et Bassem Naim, responsable des relations extérieures du Hamas, se dit favorable à un « cessez-le-feu » permettant au Hamas de « récolter des informations sur ces personnes » car ajoute-t-il, il ignore combien d'otages sont encore en vie et combien ont été « tués par Netanyahu et son régime d'apartheid ».
Alors que le 4 novembre, des manifestants à Jérusalem accusent vivement Benjamin Netanyahu d'être responsable dans les attaques du 7 octobre et réclament sa démission ; une autre manifestation des familles et soutiens des otages enlevés par le Hamas rassemble plusieurs milliers de personnes à Tel Aviv-Jaffa, exigeant du Premier ministre Netanyahu davantage d'efforts pour leur libération.
Le 15 novembre, les troupes israéliennes du 603e bataillon de la 7e brigade blindée de l'armée israélienne trouvent près de l'hôpital Al-Shifa de Gaza où elles opèrent, le cadavre de Judith (Yehudit) Weiss, femme âgée de 65 ans, enlevée au kibboutz de Be'eri le 7 octobre alors qu'elle souffrait d'un cancer du sein, et assassinée par le Hamas.
Sur les renseignements du Shin Bet, le corps de la soldate de 19 ans Noa Marciano, enlevée par le Hamas sur la base de Nahal Oz, est retrouvé le 16 novembre. Trois jours auparavant, la jeune femme apparaissait sur une vidéo de propagande du Hamas, s'adressant à la caméra, quatre jours après avoir été prise en otage, puis la vidéo montrait une photographie de son cadavre la présentant comme « tuée par un bombardement » israélien.
Le 18 novembre, une manifestation de 25 000 Israéliens mécontents, conduite par les familles des 237 otages, partis à pieds de Tel-Aviv quatre jours auparavant, arrivent devant le bureau et la résidence de Benyamin Netanyahou à Jérusalem, en brandissant des ballons jaunes (couleur symbolique dans cette lutte) pour le forcer à faire de la libération des otages sa priorité, et dénoncer en parallèle l'inaction de l'ONU ou du Comité international de la Croix-Rouge. 
Le 19 novembre, Tsahal diffuse des images de caméras de vidéosurveillance de l'hôpital Al-Shifa sis dans le gouvernorat de Gaza, datées du 7 octobre 2023, 10 h 53 (heure locale), montrant des militants palestiniens armés du Hamas amenant au centre hospitalier, à partir de pick-up blancs Toyota identifiés comme ayant été utilisés par le mouvement islamiste pendant leur attaque sanglante du 7 octobre, deux personnes (dont une est blessée sur une civière à roues et l'autre amenée de force) qui auraient été enlevées en Israël. « Le personnel médical ne semble pas perturbé par les allées et venues des combattants » et de leurs otages au sein de l'hôpital al-Shifa. Tsahal identifie ces prisonniers comme un citoyen népalais et un citoyen thaïlandais,.
Le 15 décembre, des soldats des FDI opérant à Shuja'iyya à Gaza, abattent par erreur trois otages enlevés en Israël le 7 octobre, alors qu'ils tentaient d'être secourus,. Cet incident provoque de vives critiques envers Tsahal et le gouvernement Netanyahu, et une condamnation de l'action militaire israélienne « excessive » à Gaza, ainsi qu'une réflexion sur la manière d'agir à « l'éventualité de voir apparaître dans la zone de combats des otages vivants »,,.
Dix jours plus tard, Tsahal annonce avoir trouvé dans l'hôpital indonésien de Beit Lahia (nord de la bande de Gaza), la voiture avec sa plaque d'immatriculation israélienne appartenant à Samer al-Talalqa, l'otage bédouin tué par erreur ce 15 décembre, avec à l'intérieur, des traces de sang attribué à un autre otage.

### Vidéos
Des séquences vidéo filmées le jour-même de l'attaque palestinienne par les combattants ou des journalistes palestiniens présents montrent divers civils pris en otage, notamment une femme âgée ne semblant pas se rendre compte de la situation ou de Shani Louk, une jeune femme germano-israélienne prise également en otage lors du massacre du festival de musique de Réïm, qui a suscité l'intérêt du public par sa diffusion sur les réseaux sociaux montrant des Palestiniens exhibant à Gaza son corps désarticulé et dénudé à l'arrière d'un pick-up et sur lequel on crache, avant qu'on apprenne quelque temps plus tard sa mort.
Selon des experts en sécurité interrogés par l'Agence France-Presse, la diffusion de la vidéo, ainsi que d'autres montrant des civils morts ou capturés, a le caractère d'une propagande délibérée visant à induire des sentiments « d'impuissance, de paralysie et d'humiliation » dans la population israélienne, et la propagation virale de ces documents doivent entraîner une amplification des récits souhaitables pour le Hamas. Selon le commentateur Bobby Ghosh, la vidéo montrant Shani Louk n'a pas démoralisé la société israélienne mais son « traitement aux mains de [ses] ravisseurs a suscité un dégoût et une réprobation généralisés et, s'il y a lieu, a renforcé la détermination israélienne à exercer des représailles ».
D'autres vidéos diffusées le 7 octobre montrent au moins 64 des personnes enlevées et l'analyse d'une vidéo par le Washington Post conclut que certains des captifs ont été exécutés après leur capture.
Le 19 novembre, Tsahal diffuse des images de caméras de vidéosurveillance de l’hôpital Al-Shifa, dont elle s'est saisie, datées du 7 octobre 2023, 10h53 (heure locale), montrant des combattants armés du Hamas amenant au centre hospitalier deux personnes (dont une est blessée sur un chariot roulant et l'autre amenée de force) qui auraient été enlevées en Israël, sans que cela ne perturbe le personnel hospitalier filmé. Tsahal affirme qu'il s'agit d'un citoyen népalais et d'un citoyen thailandais,.
Le 13 octobre, le Hamas publie une vidéo de propagande prétendant démontrer sa compassion envers les enfants enlevés, où l'on voit des militants armés du Hamas tapotant le dos d'enfants, berçant des enfants dans une poussette et donnant de l'eau à un enfant.
Le 16 octobre, le Hamas diffuse la seule preuve de vie d'une otage  franco-israélienne, Mia Schem ; on la voit faible et allongée en train de recevoir des soins au bras et prononçant quelques paroles pour être libérée. Emmanuel Macron dénonce alors une « mise en scène odieuse »,.
Le 30 octobre, le Hamas publie une vidéo de trois femmes otages présentées comme des « otages sionistes ». L'une d'elles fustige Benjamin Netanyahu et les bombardements de Tsahal, et interroge pour savoir s'il veut que tous les otages soient tués ; elle appelle à un cessez-le-feu et à la conclusion d'un échange de tous les prisonniers palestiniens avec le mouvement islamiste pour obtenir la libération des otages,. Cette vidéo est considérée par Israël comme « une propagande psychologique cruelle du Hamas » et n'est pas diffusée sur les chaînes du pays.
Le 18 décembre, les brigades Ezzedine al-Qassam du Hamas diffusent une vidéo qu'ils intitulent « Ne nous laissez pas vieillir ici » sur laquelle se présentent trois otages israéliens âgés de 79 à 84 ans, devenus barbus à la mode musulmane, et originaires du kibboutz de Nir Oz, à la population particulièrement touchée le 7 octobre. L'un d'eux demande de faire le nécessaire pour leur libération. Le porte-parole de l'armée dénonce « une vidéo de terreur criminelle qui montre la brutalité du Hamas envers des civils âgés et innocents qui ont besoin d'attention médicale ».
Le 24 avril 2024, le Hamas publie une vidéo de l'otage israélien Hersh Goldberg-Polin, un citoyen américano-israélien enlevé lors du festival de musique Nova, qui s’adresse aux membres du gouvernement israélien, leur demandant de penser aux personnes captives à Gaza, qui sont « toujours (…) en enfer ». Selon le décompte de l’AFP de ce jour, il resterait 129, dont 34 sont considérés comme morts selon des responsables israéliens.

## Bilan
|                |          | Otages | Otages  |
| Pays           | Disparus |        | Libérés |
| Total          | 103      | 70     | 16      |
| -------------- | -------- | ------ | ------- |
| Afrique du Sud |          |        | 1       |
| Allemagne      |          | 5      |         |
| Argentine      | 20       |        |         |
| Australie      |          |        |         |
| Autriche       | 1        |        |         |
| Azerbaïdjan    |          |        |         |
| Biélorussie    | 1        |        |         |
| Brésil         |          |        |         |
| Cambodge       |          |        |         |
| Canada,        | 3        |        |         |
| Chili          |          | 1      |         |
| Chine          | 2        |        |         |
| Colombie       |          |        |         |
| Danemark       |          | 1      |         |
| États-Unis,    | 13       | 2      | 2 ̟ 1    |
| Estonie        |          |        |         |
| Espagne        |          | 1      |         |
| Éthiopie       |          |        |         |
| France,        | 3        | 3      | 3 ̟ 1    |
| Honduras       |          |        |         |
| Irlande        |          |        | 1       |
| Italie         |          | 3      |         |
| Israël         |          |        |         |
| Kazakhstan     |          |        |         |
| Lettonie       |          |        |         |
| Liban          |          |        |         |
| Lituanie       |          |        |         |
| Mexique        |          | 2      |         |
| Népal,         | 1        | 17     |         |
| Paraguay       | 2        |        |         |
| Pérou,         | 5        |        |         |
| Philippines,   | 2        | 7      | 1       |
| Portugal,      | 5        |        |         |
| Roumanie,      | 2        | 1      |         |
| Royaume-Uni    | 10       |        |         |
| Russie,        | 9        | 2      | 1       |
| Serbie         |          | 1      |         |
| Syrie          |          |        |         |
| Sri Lanka,     | 1        | 2      |         |
| Suisse         |          |        |         |
| Tanzanie,      | 1        |        |         |
| Thaïlande      | 14       | 22     | 6       |
| Turquie        |          |        |         |
| Ukraine,       | 8        |        | 1       |

Dans un premier temps, le Hamas et le Jihad islamique palestinien annoncent avoir pris respectivement 100 et 30 otages pour les échanger ultérieurement contre des prisonniers palestiniens d'Israël (environ 6 000).
Le 10 octobre 2023, le Hamas menace de commencer à tuer les otages sans avertissement à chaque attaque israélienne sur des civils de la bande de Gaza.
Un auteur américano-israélien crée un fonds offrant une récompense d'un million de shekels pour la libération des otages à Gaza, en particulier visant à encourager les Palestiniens à aider au sauvetage des captifs.
Le 15 octobre, Abou Obaïda, porte-parole des brigades Izz al-Din al-Qassam du Hamas, dit qu'il y aurait 200 otages détenus par son organisation dans la bande de Gaza et une cinquantaine d'autres entre les mains d’autres factions palestiniennes, détenus dans d’autres endroits.
Le 16 octobre, l'armée israélienne annonce que « le Hamas et d'autres militants palestiniens détiennent 199 otages à Gaza »,. Le 27 octobre, elle peut compter que le Hamas détiendrait 229 otages. Selon le Hamas, près de 50 otages auraient été tués dans les bombardements israéliens[source insuffisante].
Le 31 octobre, 240 ou 242 personnes s'avèrent otages des membres du mouvement islamiste palestinien, selon Israël. Environ 70 % d'entre eux sont aux mains du Hamas, le reste est détenu par le Jihad islamique palestinien et des factions de Daech et Al-Qaïda.[source insuffisante].
Trente-deux otages sont des enfants ou adolescents âgés de neuf mois à 18 ans.
Le Collectif du 7 octobre, association française, œuvre pour que les otages soient ramenés vivants et que leurs noms, visages et mémoires ne soient pas oubliés.

### Croix-Rouge
Le 24 novembre, le Hamas refuse toujours d'autoriser les représentants du Comité international de la Croix-Rouge à rencontrer les otages du 7 octobre dans la bande de Gaza. La Croix-Rouge est critiquée par des proches de victimes pour le manque d'effort fourni dans ce sens bien quelle ait facilité la libération de plusieurs otages.

### Otages notables
Parmi les personnes enlevées se trouvent :
- Yotam Haïm (28 ans), batteur du groupe de metalcore Persephore, enlevé à Kfar Aza[109]. Le 15 décembre, il est tué par erreur avec deux autres otages par des soldats israéliens qui les ont pris pour des activistes du Hamas[41].
- L'historien et enseignant du mémorial de Yad Vashem, Alex Dancyg[110] (75 ans), enlevé au kibboutz Nir Oz. Fils de survivants polonais de la Shoah, il est venu se réfugier en Israël avec sa famille en 1957[111]. Sa mort est confirmée le 22 juillet 2024 sans qu'on en connaisse les circonstances[112].
- Nili Margalit, infirmière des urgences pédiatriques, enlevé au kibboutz Nir Oz, Elle est libérée après 55 jours, le 30 novembre 2023[113],[114],[115]. Le lendemain de sa libération, le 1er décembre 2023, Tsahal confirme la mort de son père, Eliyahu Margalit, en captivité à Gaza[116].
- Amiram Cooper (83 ans), mort en 2024 en captivité à Gaza, économiste, poète et compositeur israélien. Il est un des fondateurs du kibboutz Nir Oz. Il est enlevé, avec son épouse Nurit Cooper, par le Hamas et emmené à Gaza durant le massacre de Nir Oz le 7 octobre 2023. Son épouse est libérée après 17 jours[117],[118],[119],[120].
- Margalit Moses (77 ans), membre du kibboutz Nir Oz, enlevée par le Hamas et emmenée à Gaza durant le massacre de Nir Oz le 7 octobre 2023. Elle est libérée après 49 jours, le 30 novembre 2024, dans le cadre de l'accord de cessez-le-feu temporaire négocié par le Qatar et les États-Unis entre le Hamas et Israël. Elle possède aussi la nationalité allemande[121],[122],[123],[124],[125],[126].
- Maya Goren (56 ans) enseignante de maternelle israélienne, membre du kibboutz Nir Oz, enlevée par le Hamas et emmenée à Gaza durant le massacre de Nir Oz le 7 octobre 2023. Sa mort est confirmée le 2 décembre 2023. Tsahal récupère le corps de Maya Goren, lors d'une mission de sauvetage militaire dans la ville palestinienne de Khan Younès, le 24 juillet 2024[127],[128],[129],[130],[131].
- Eliyahu Margalit (75 ans), éleveur de chevaux et de bovins, membre du kibboutz Nir Oz, enlevé - comme sa fille Nili Margalit - par le Hamas et emmené à Gaza durant le massacre de Nir Oz lors des attaques du Hamas contre Israël du 7 octobre 2023. Il est déclaré mort le 1er décembre 2023 à Gaza[132],[133],[134],[135],[136],[137].
- Avraham Munder (78 ans), membre du kibboutz Nir Oz, enlevé par le Hamas et emmené à Gaza durant le massacre de Nir Oz le 7 octobre 2023[138],[139],[140],[141],[142],[143],[144]. Son corps est trouvé et identifié par Tsahal, à Khan Younès, le 20 août 2024[145].
- Chaim Peri (79 ans), artiste autodidacte, forgeron, cinéaste, et dessinateur, membre du kibboutz Nir Oz, enlevé par le Hamas et emmené à Gaza durant le massacre de Nir Oz le 7 octobre 2023. Le corps de Chaim Peri est trouvé et identifié par Tsahal, à Khan Younès, le 20 août 2024[145]. Le 3 juin 2024, Tsahal annonce que Chaim Peri est mort à Khan Younès, plusieurs mois auparavant. Les circonstances exactes de sa mort ne sont pas connues[146],[147],[148],[149],[150],[151],[152],[153].
- Yoram Metzger, mécanicien, musicien et cuisinier, un membre du kibboutz Nir Oz, enlevé par le Hamas et emmené à Gaza durant le massacre de Nir Oz le 7 octobre 2023. Le corps de Yoram Metzger est trouvé et identifié par Tzahal, à Khan Younès, le 20 août 2024[145]. Le 3 juin 2024, Tsahal annonce que Yoram Metzger est mort dans la ville palestinienne de Khan Younès, plusieurs mois auparavant. Les circonstances exactes de sa mort ne sont pas connues[154],[155],[156],[150],[151],[152],[153],[157].
- Nadav Popplewell (51 ans), israélien d'origine britannique, membre du kibboutz Nirim, enlevé par le Hamas et emmené à Gaza durant le massacre de Nirim, le 7 octobre 2023. Le corps de Nadav Popplewell est trouvé et identifié par Tsahal, à Khan Younès, le 20 août 2024[145]. Le 3 juin 2024, Tsahal annonce que Nadav Popplewell est mort à Khan Younès, plusieurs mois auparavant. Les circonstances exactes de sa mort ne sont pas connues. Sa mère, Channah Peri, 79 ans, aussi prise en otage, avait été libérée le 24 novembre 2023, dans le cadre d'un accord de cessez-le-feu temporaire négocié par le Qatar et les États-Unis entre Hamas et Israël. Son frère, Roï Popplewell, 54 ans, avait été tué également dans le massacre de Nirim, le 7 octobre 2023. Channah et Nadav étaient ensemble pendant toute la durée de leur captivité, détenus dans un tunnel sous Gaza[158],[159],[160],[161],[162],[163],[152],[153],[164],[165],[166],[167].
- Agam Berger (19 ans), soldate lors de son service militaire et violoniste israélienne, enlevé par le Hamas de la base militaire de Nahal Oz et emmenée à Gaza durant le massacre de Nahal Oz, le 7 octobre 2023 [168],[169],[170],[171],[172],[173]. Elle demeure captive durant 16 mois, avant d'être libérée par le Hamas le 30 janvier 2025 contre des prisonniers palestiniens[174].
- Trois soldats enlevés, Nick Beizer et Ron Sherman et le Franco-Israélien Elia Toledano, ont été « très probablement » tués le 10 novembre 2023 par une frappe israélienne qui visait à éliminer Ahmed Ghandour, commandant de la brigade nord du Hamas, selon un communiqué[175] de l'armée israélienne publié le 15 septembre 2024. La cible se cachait dans un tunnel de la ville palestinienne de Jabaliya. Tsahal précise qu'elle ignorait la présence de ces otages lors de cette frappe, et qu'ils sont probablement mort d'asphyxie par manque d’oxygène dans le tunnel après la frappe. Les cadavres de ces trois soldats ont été retrouvés par l'armée israélienne le 14 décembre 2023[176].

### Après un an
Le 7 octobre 2024, un an après l’attaque meurtrière du mouvement islamiste palestinien, « 97 personnes (sont) toujours en captivité, dont 63 présumées vivantes, 34 ayant été déclarées mortes par l'armée israélienne ou le Forum des familles d'otages. (...) Parmi les otages encore présumés vivants, 56 sont des Israéliens, dont au moins 24 binationaux, six sont thaïlandais et un est népalais. Parmi eux, 51 sont des hommes et 10 des femmes, dont 5 soldates. Onze soldats présumés vivants au total sont toujours captifs ».

## Actions pour la libération des otages

Manifestations pour le retour des otages pris par le Hamas
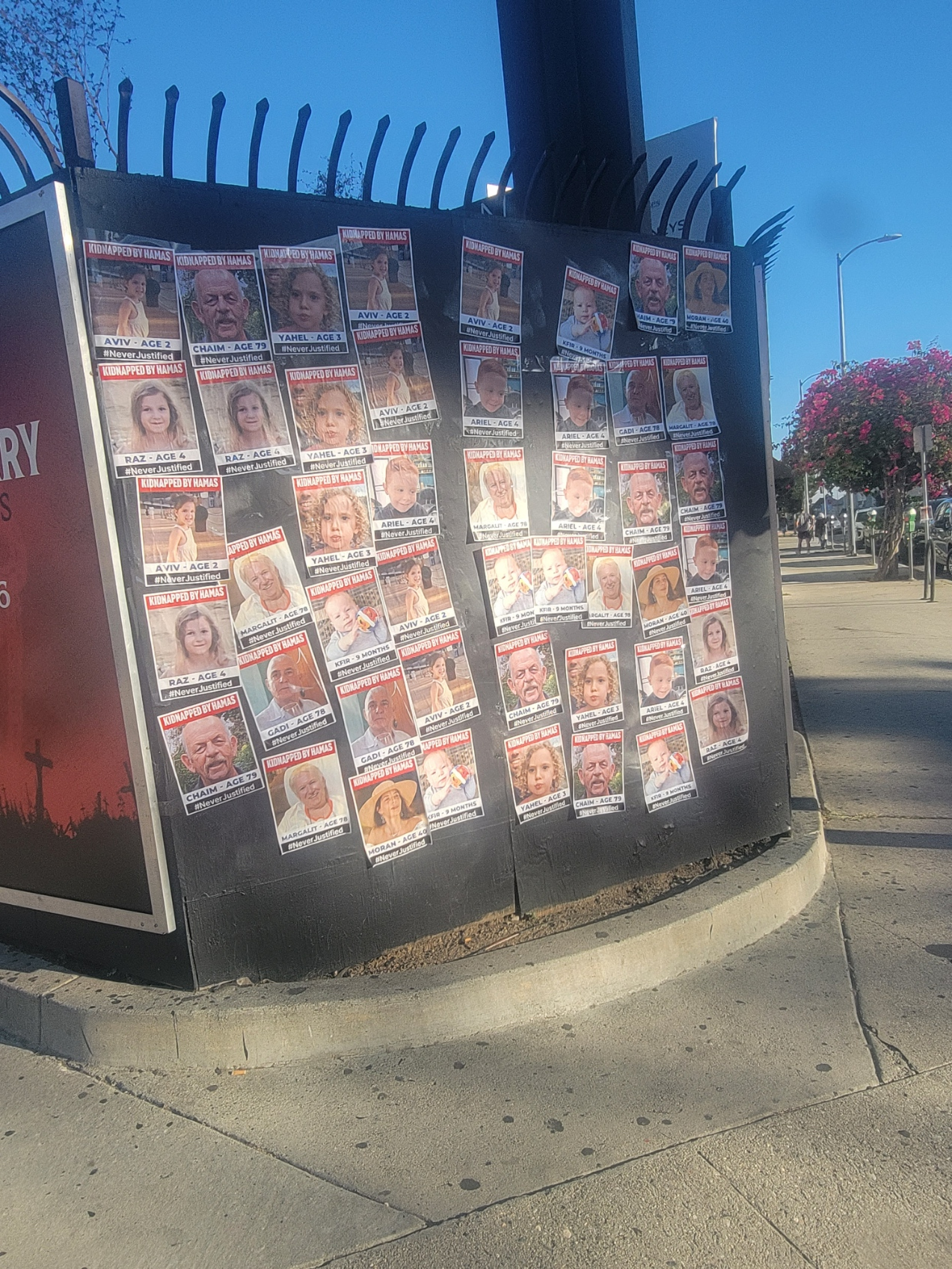
Los Angeles(16 octobre 2023).
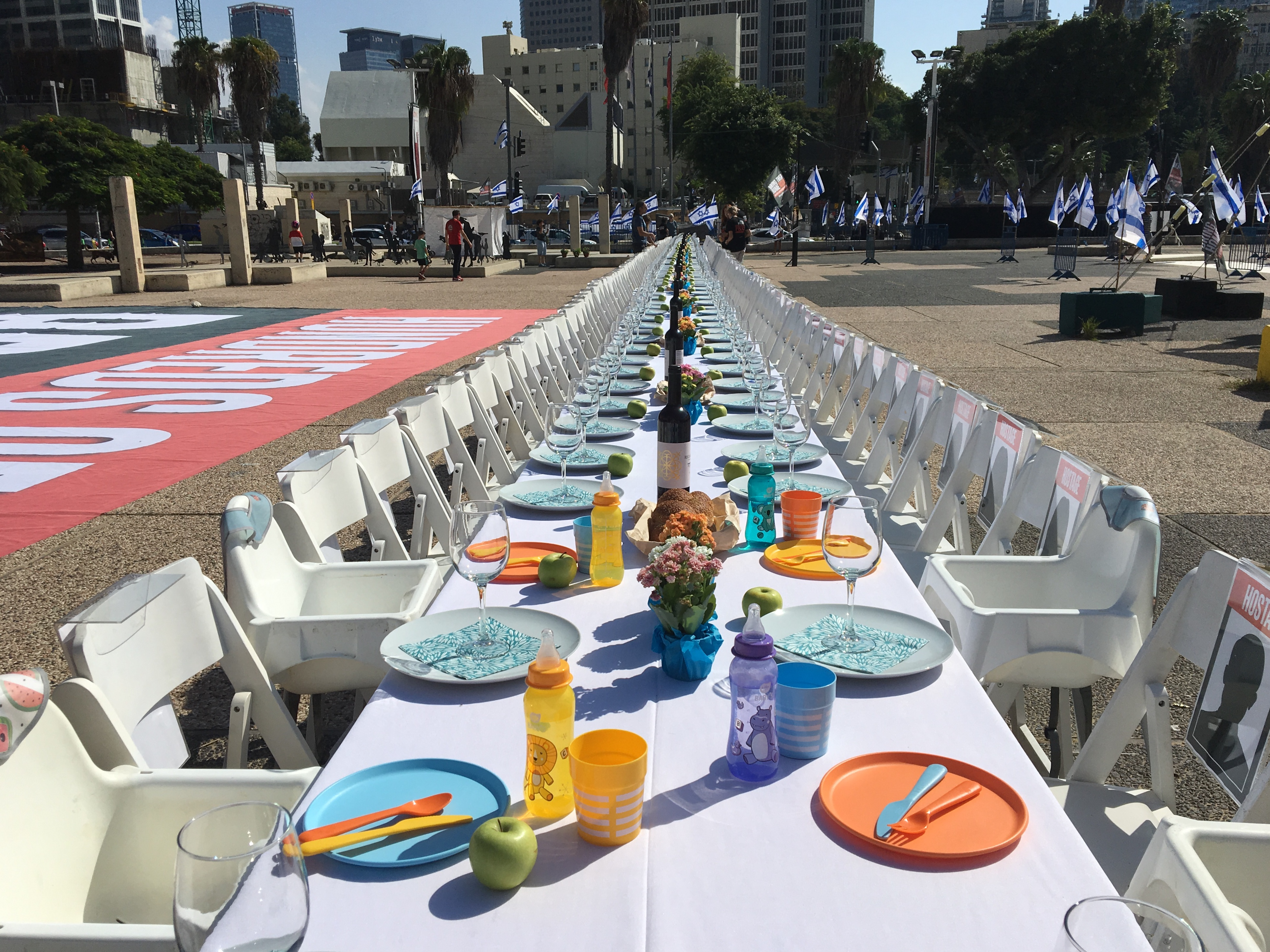
Table de Shabbat dressée sur la place du musée des beaux-arts de Tel Aviv avec 200 siègesvides (20 octobre 2023).
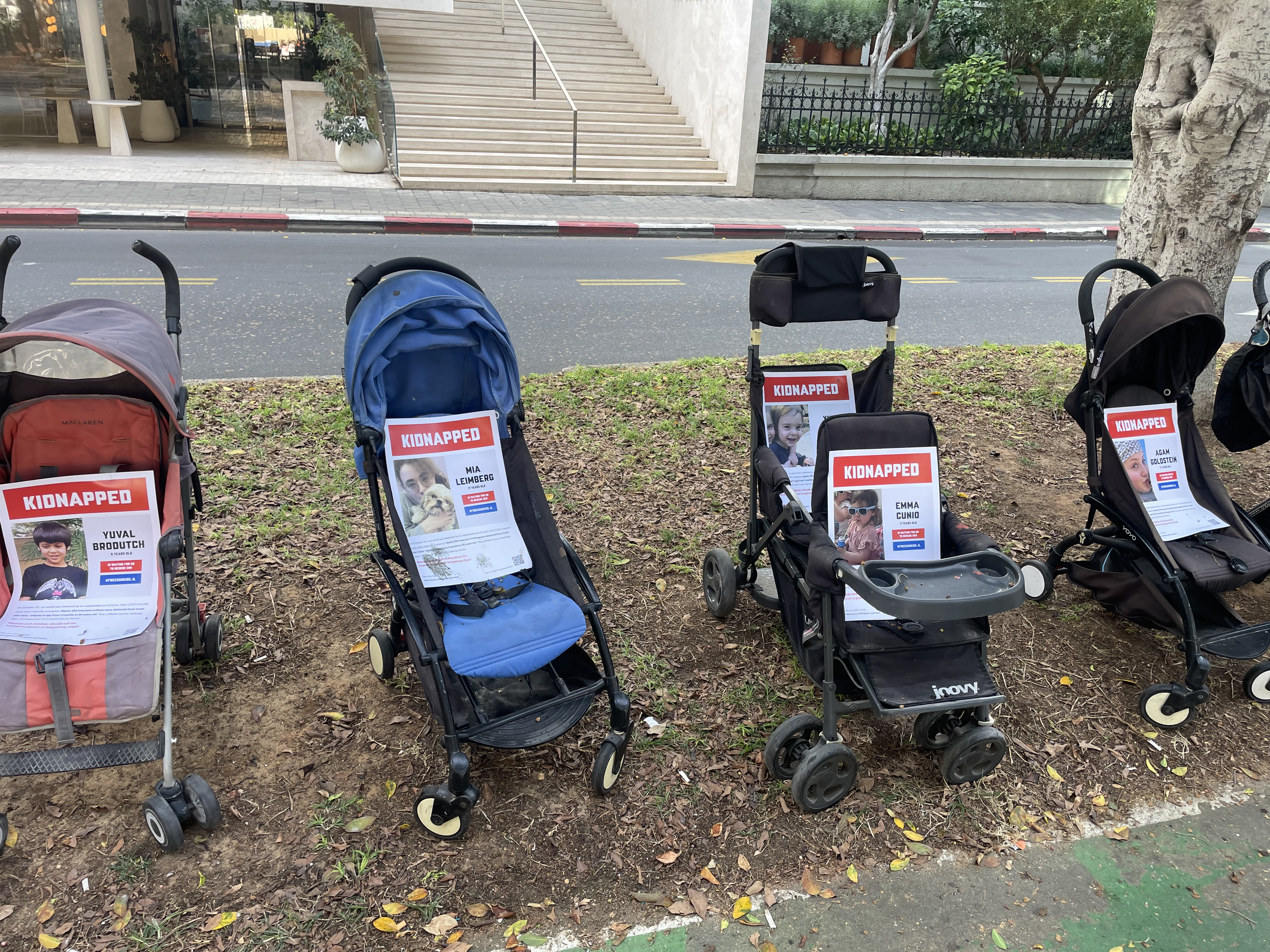
Opération « poussettes vides » à Tel Aviv (28 octobre 2023).
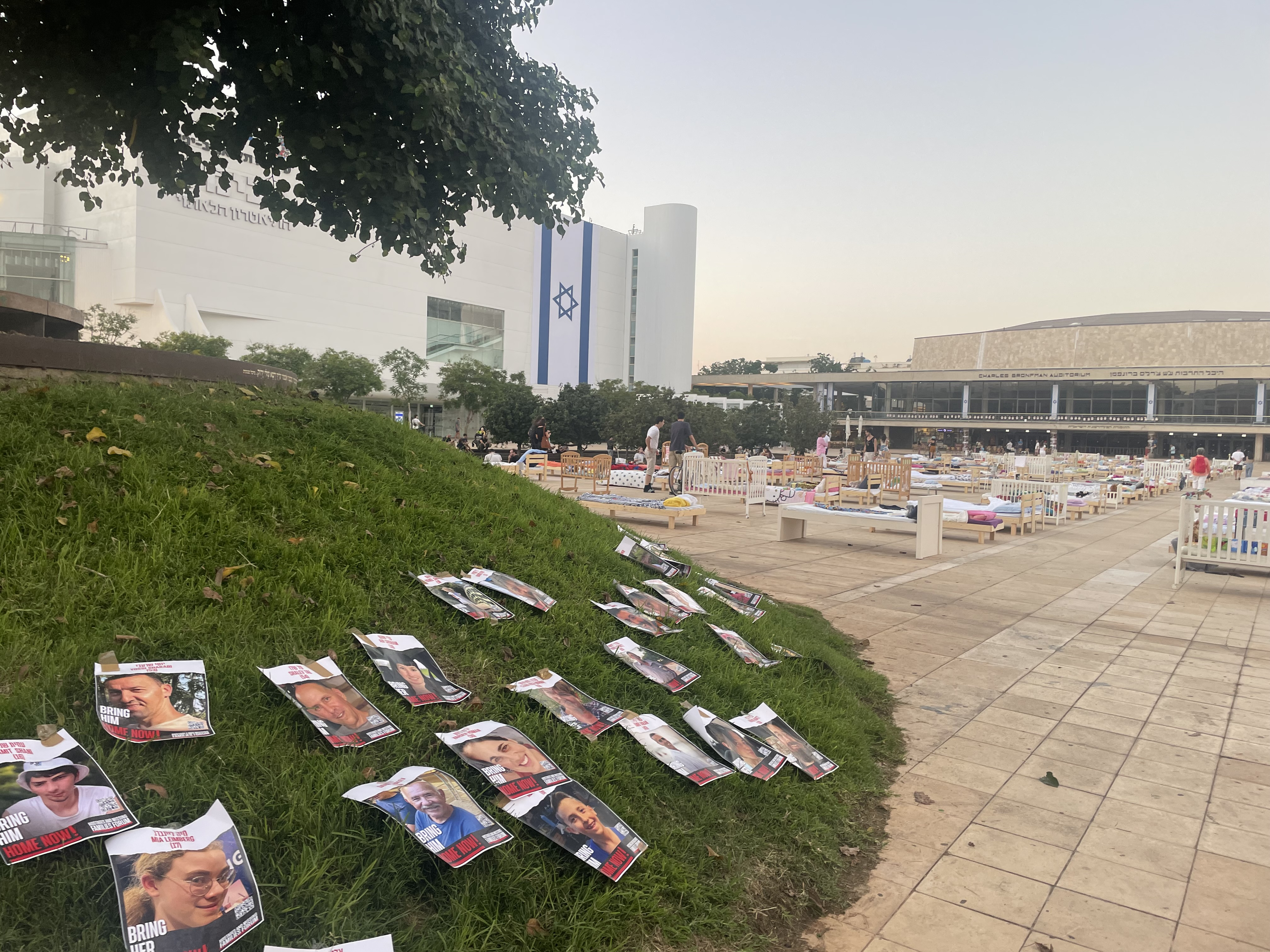
Lits vides à Tel Aviv (3 novembre 2023).
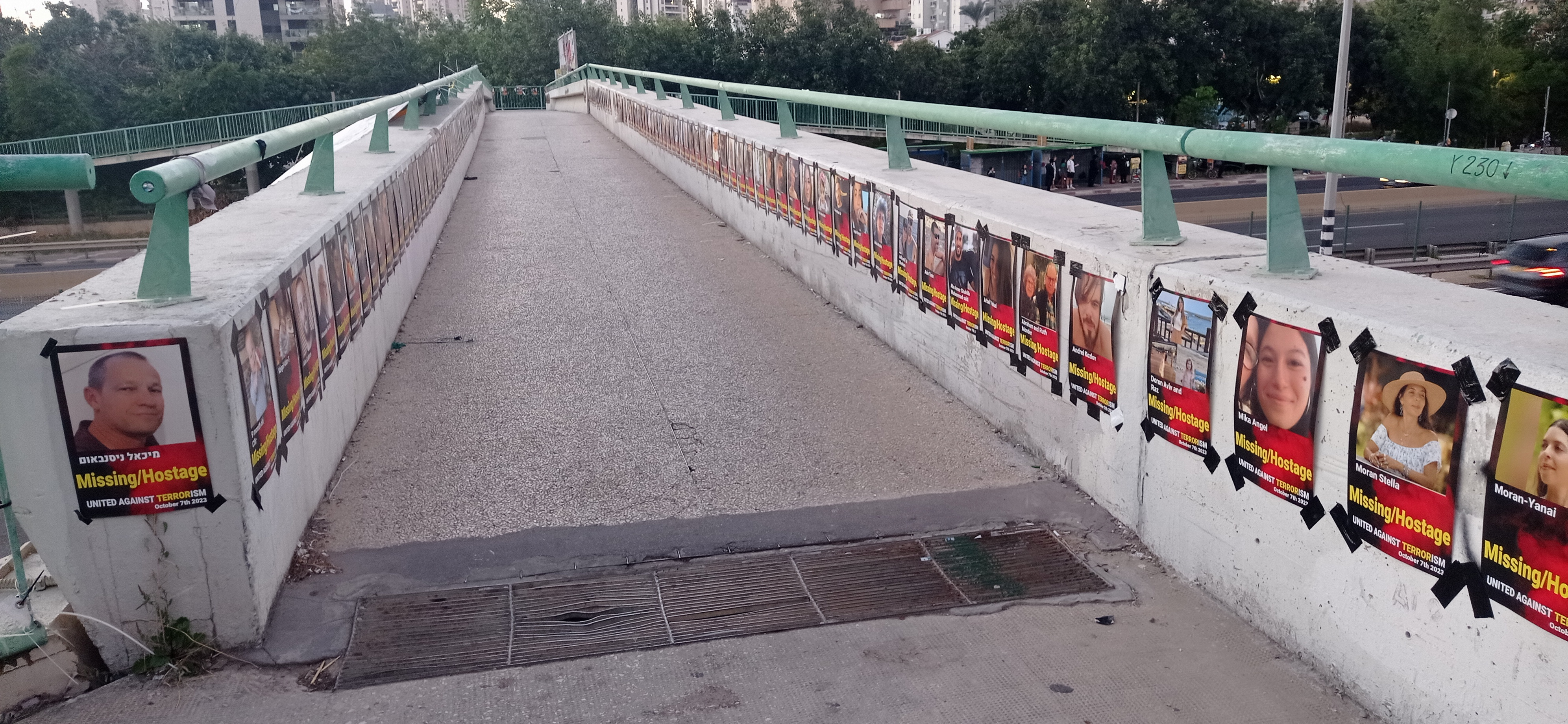
Sur la voie pédestre à Bar-Ilan (7 novembre 2023).
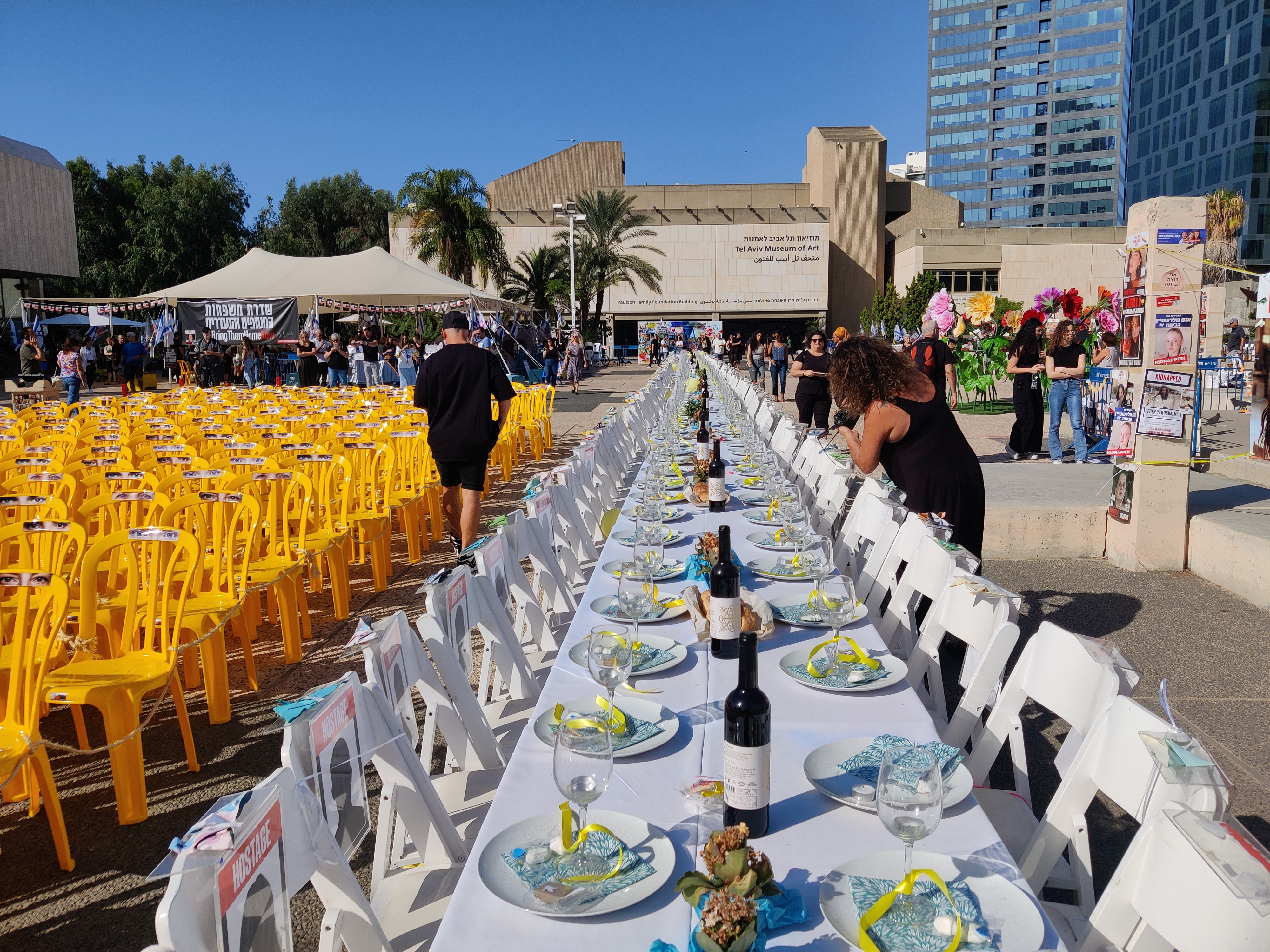
Nouvelle table de Shabath dressée et 240 chaises vides à Tel Aviv (9 novembre 2023).

### Communication

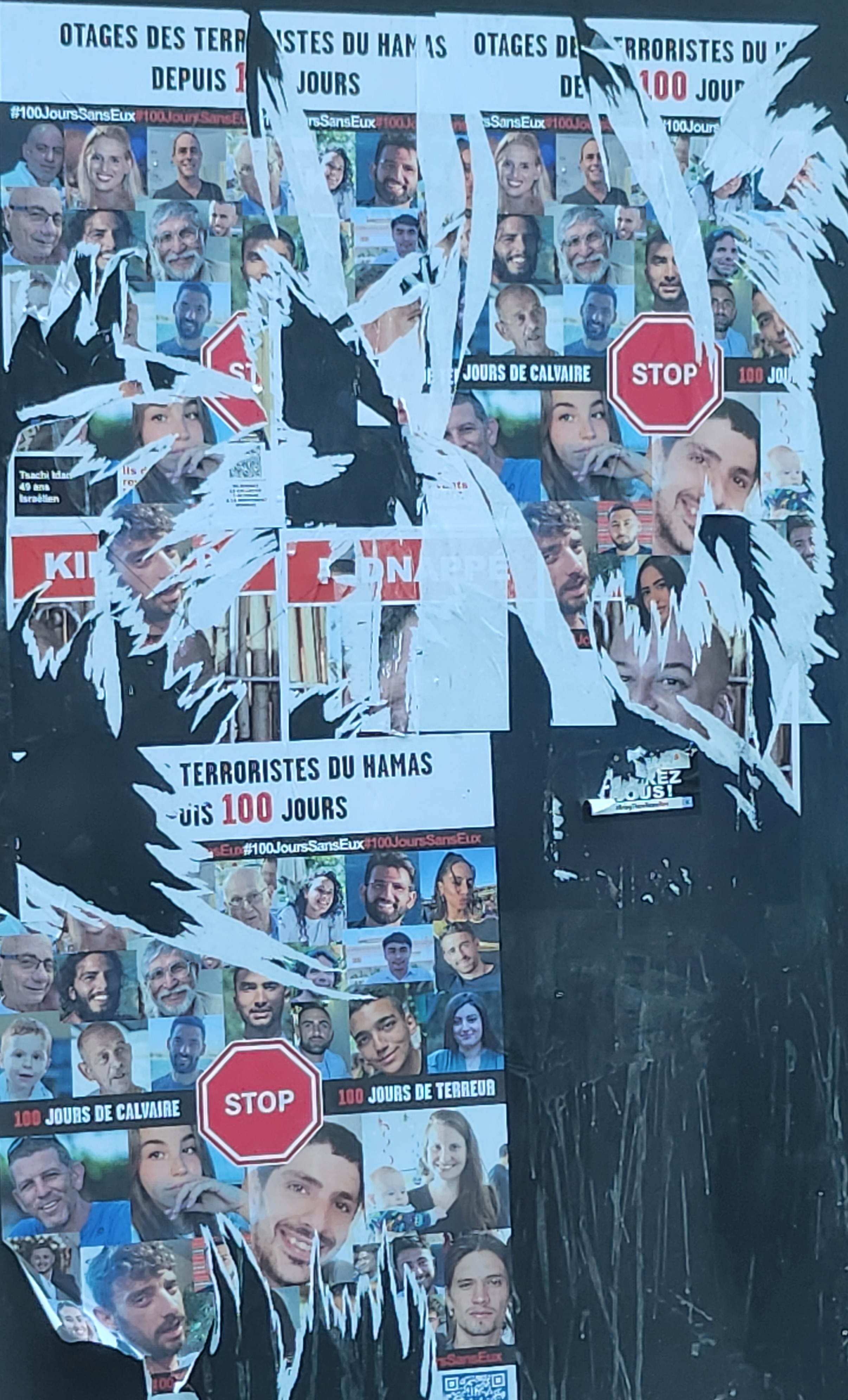
Affiches déchirées de sensibilisation des otages du 7 octobre (Paris, mars 2024)

Après l'attaque du Hamas sur le territoire israélien, les portraits des otages accompagnés d’un bandeau rouge intitulant le mot « kidnappé » et « kidnappée » mettant en évidence la date du 7 octobre, le nom, l’âge et la nationalité, le lieu de l’enlèvement (domicile ou festival de musique)  avec un message commun sont affichés à l’initiative d’associations et d’élus politiques visant à sensibiliser les passants sur le sort des otages toutes nationalités confondues. En France, l’Union des étudiants juifs de France procède à des opérations de collages sauvages des portraits d'otages dans plusieurs villes de France. À Paris, les collages procèdent de nuit et accompagnés d'agents de sécurité pour prévenir tout incident,,. Le « Collectif 7 octobre » revendique le collage de 30 000 affiches dans toutes les grandes villes de France et déclare compter 800 bénévoles, de tout bords politiques, de confession juive ou non, avec un financement reposant sur le dons de bénévoles.
À la suite de cette campagne de sensibilisation, les réactions sont diverses. Peu de temps après leurs collages, des actes de protestation sont régulièrement constatés,. Une ancienne collaboratrice du ministère des Affaires étrangères en France est filmée à Paris « arrachant le portrait d’otages israéliens » détenus par le Hamas à Gaza. La vidéo, largement diffusée mardi 7 novembre 2023 sur les réseaux sociaux, provoque à la demande de la ministre Catherine Colonna une enquête administrative sur les conditions de son recrutement au Quai d'Orsay,,. Des bénévoles de la Croix-Rouge sont également filmés en train de décoller des affiches d'otages Israéliens sur leurs locaux franciliens, posés par le « Collectif 7 octobre ». Des élus, comme Christian Estrosi, maire de Nice, soutiennent fermement cette campagne d’affichage, tandis que la mairie de Raincy (Seine-Saint-Denis) demande en revanche à des agents municipaux de procéder au décollage des affiches en ne souhaitant pas se justifier publiquement De même, à la demande du maire Hervé Gicquel sans étiquette de Charenton-le-Pont (Val-de-Marne) qui assure lutter contre l'affichage sauvage et déclare qu'il « n'est pas la peine de polémiquer ». La députée LFI Ersilia Soudais dénonce cette campagne d’affichage après avoir constaté un collage d’affiche d’un bébé otage (Kfir Bibas), à la porte de son bureau à l’Assemblée nationale, dénonçant une forme de harcèlement. Patrick Klugman, avocat des familles d’otages français, relaye que celles-ci ont d'autres niveaux de préoccupation, même si cela participe à un contexte ambiant et souhaite se joindre à une qualification juridique pour les actes de vandalisme. 
Aux États-Unis et au Canada, ce phénomène de vandalisme se constate également par le biais des réseaux sociaux. Le maire local de la ville Hampstead au Canada souhaite imposer un règlement de 1 000 $ à quiconque arrache une affiche de soutien aux otages israéliens et étrangers enlevés par le Hamas.

### Négociations
En octobre 2023, alors qu'Israël et le Hamas annoncent, après trois jours de conflit, refuser de négocier, le Qatar, selon Reuters, mène des discussions avec le Hamas pour tenter de faire libérer les enfants et les femmes, otages dans la bande de Gaza, en échange de 36 femmes et enfants prisonniers palestiniens d'Israël,.
D'autres responsables politiques dont des Turcs prennent part aux négociations. Des envoyés spéciaux américains, se rendent en Israël pour identifier précisément leurs ressortissants détenus en otages et participer aux négociations.
Le Comité international de la Croix-Rouge (CICR) tente d'œuvrer à la libération des otages pris en Israël par le Hamas,.
Le 26 octobre, une délégation de Bangkok rencontre des dirigeants du Hamas à Téhéran, qui lui assure que les Thaïlandais pris en otage par eux sont bien traités, en attendant « le bon moment » pour être libérés,,.
Le 26 octobre, deux représentants du Hamas, dont Moussa Abou Marzouk, membre de son bureau politique, sont officiellement reçus par le vice-ministre des affaires étrangères russe, Mikhaïl Bogdanov. Ils déclarent que le Hamas exclut toute libération des otages sans cessez-le-feu.
Le 9 novembre, le chef du Mossad, David Barnea, et le directeur de la CIA, William Joseph Burns, rencontrent à Doha, le Premier ministre, Mohammed ben Abderrahmane Al-Thani, pour discuter d'un accord avec le Hamas visant à libérer les otages et à interrompre les combats. Le 17 novembre, c'est le président des États-Unis, Joe Biden et l'émir du Qatar, cheikh Tamim ben Hamad Al Thani, qui discutent par téléphone de la nécessité « urgente » que le Hamas libère « sans délai » les otages.
Le 20 novembre, le CICR annonce que sa présidente Mirjana Spoljaric Egger a fait le voyage du Qatar pour y rencontrer le chef du Hamas Ismaïl Haniyeh afin d' « avancer sur les questions humanitaires liées au conflit ». Le CICR précise que sa présidente a également rencontré « à de multiples reprises ces dernières semaines des familles d'otages détenus à Gaza, ainsi que de hauts responsables israéliens et palestiniens ».
Le 25 avril, 18 pays dont des ressortissants sont retenus comme otages (les États-Unis, le Royaume-Uni, l'Allemagne, l'Argentine, l'Autriche, le Brésil, la Bulgarie, le Canada, la Colombie, le Danemark, l'Espagne, la France, la Hongrie, la Pologne, le Portugal, la Roumanie, la Serbie et la Thaïlande) publient une déclaration demandant au Hamas la libération de tous les otages ce qui constituerait une étape dans la résolution de la crise. Le Hamas a déclaré ne pas céder à la pression internationale.

## Libération d'otages

### Durant le conflit

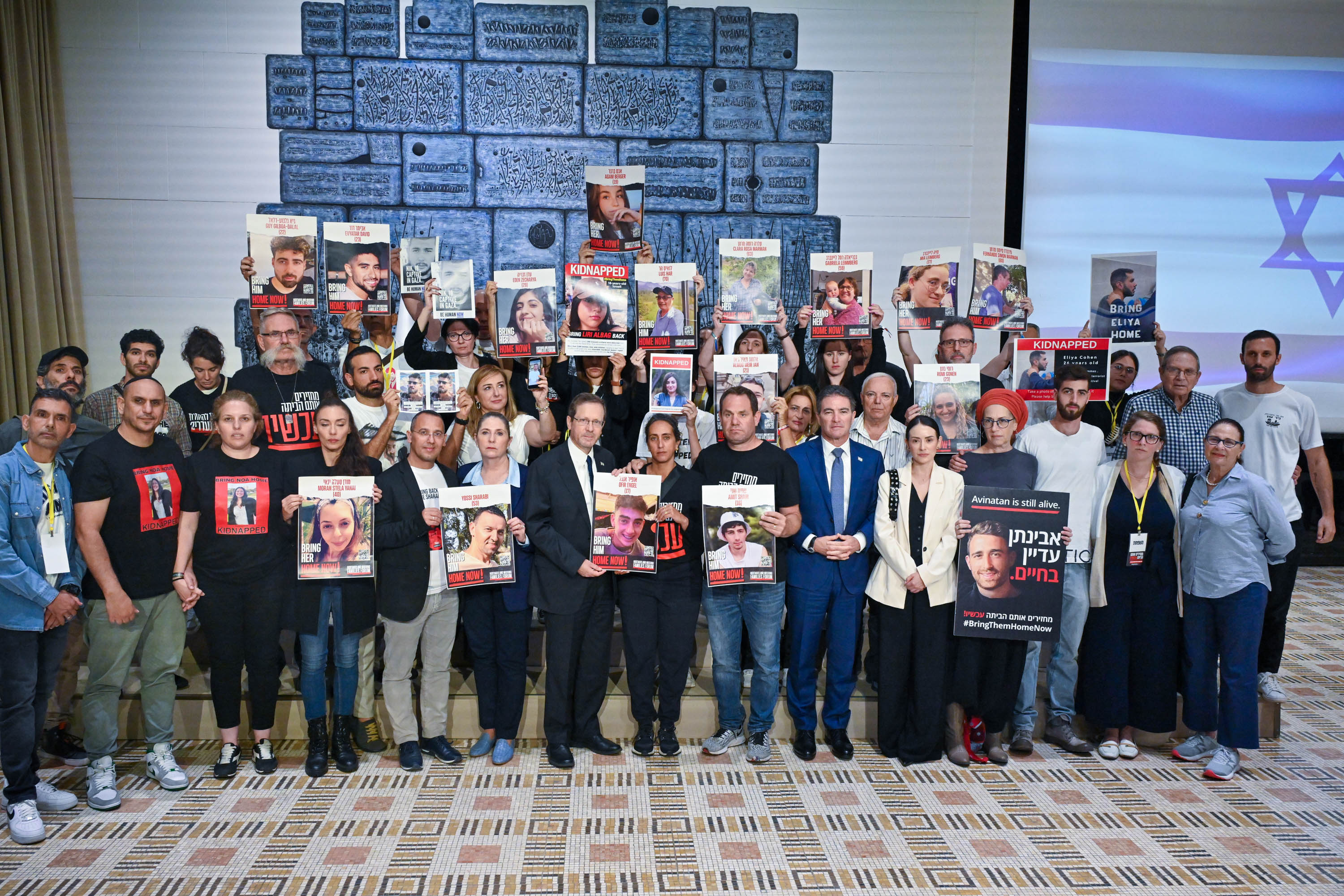
Isaac Herzog, président de l'État d'Israël, rencontre le 22 octobre 2023 les familles des personnes enlevées et disparues détenues par le Hamas.

- Le 20 octobre 2023, le Hamas libère deux otages américaines : Judith Ranaan (59 ans) et sa fille Natalie Shoshana Ranaan (17 ans), « pour des raisons humanitaires »[203].
- Le 23 octobre, le Hamas libère deux autres otages. Il s'agit de femmes israéliennes octogénaires, Nurit Cooper et Yocheved Lifshitz, enlevées au kibboutz Nir Oz[204]. Elles sont remises à la Croix-Rouge. Leur libération est permise par le biais d'une médiation égypto-qatarie. Leurs maris, également otages, restent en captivité[205],[206]. L'une d'elles, Yocheved Lifschitz, est depuis toujours avec son mari une militante pro-palestinienne qui a fait part de son engagement à ses geôliers[204]. Elle témoigne : « Ils m’ont kidnappée, j’ai été emmenée sur une moto […] J’étais allongée sur la moto, mon corps d’un côté et mes jambes de l’autre et les jeunes Palestiniens m’ont battue en chemin, ils ne m’ont pas cassé les côtes mais m’ont fait très mal et j’ai eu du mal à respirer. […] Un médecin venait tous les deux ou trois jours pour voir comment nous allions et pour s’assurer que nous avions des médicaments. […] Ils ont pris en compte tous nos besoins, je les salue pour ça, ils étaient très courtois. Ils s’assuraient que nous étions propres, que nous mangions. Nous mangions la même chose qu’eux. »[207].
- Le 27 octobre, les brigades Ezzedine Al-Qassam, la branche militaire du Hamas, proposent la libération de tous les otages détenus en échange de la libération de tous les Palestiniens incarcérés en Israël (environ 6 000) — proposition qui est refusée[208].
- Le 28 octobre, Moussa Abou Marzouk, un haut responsable du Hamas, en visite à Moscou, affirme que le mouvement palestinien tente de localiser huit otages ayant la double nationalité russe et israélienne afin de les libérer[209].
- Ce même jour, la première soldate israélienne, la caporale Ori Megidish, est libérée par Tsahal guidé par le renseignement israélien, au cours de son intervention terrestre dans l'enclave palestinienne, après trois semaines de captivité[210],[211]. Cependant, le porte-parole du Hamas laisse entendre qu'elle aurait été détenue par un autre mouvement palestinien que le sien[212].

### Durant la première trêve (2023)
Les factions palestiniennes détiennent environ 240 otages dans la bande de Gaza et il y a environ 6 000 prisonniers palestiniens dans les geôles israéliennes. À la faveur d'une trêve de quatre jours entre Israël et le Hamas, négociée par le Qatar, l'Égypte et d'autres puissances internationales, il est entendu d'échanger un otage israélien du 7 octobre contre trois prisonniers palestiniens détenus en Israël, soit environ 50 otages contre 150 prisonniers, entre le 24 et le 27 novembre 2023.
Ces échanges s'opèrent avec le déploiement d'un volet humanitaire permettant de faire parvenir chaque jour des centaines de camions d'aide humanitaire aux réfugiés palestiniens du Sud.

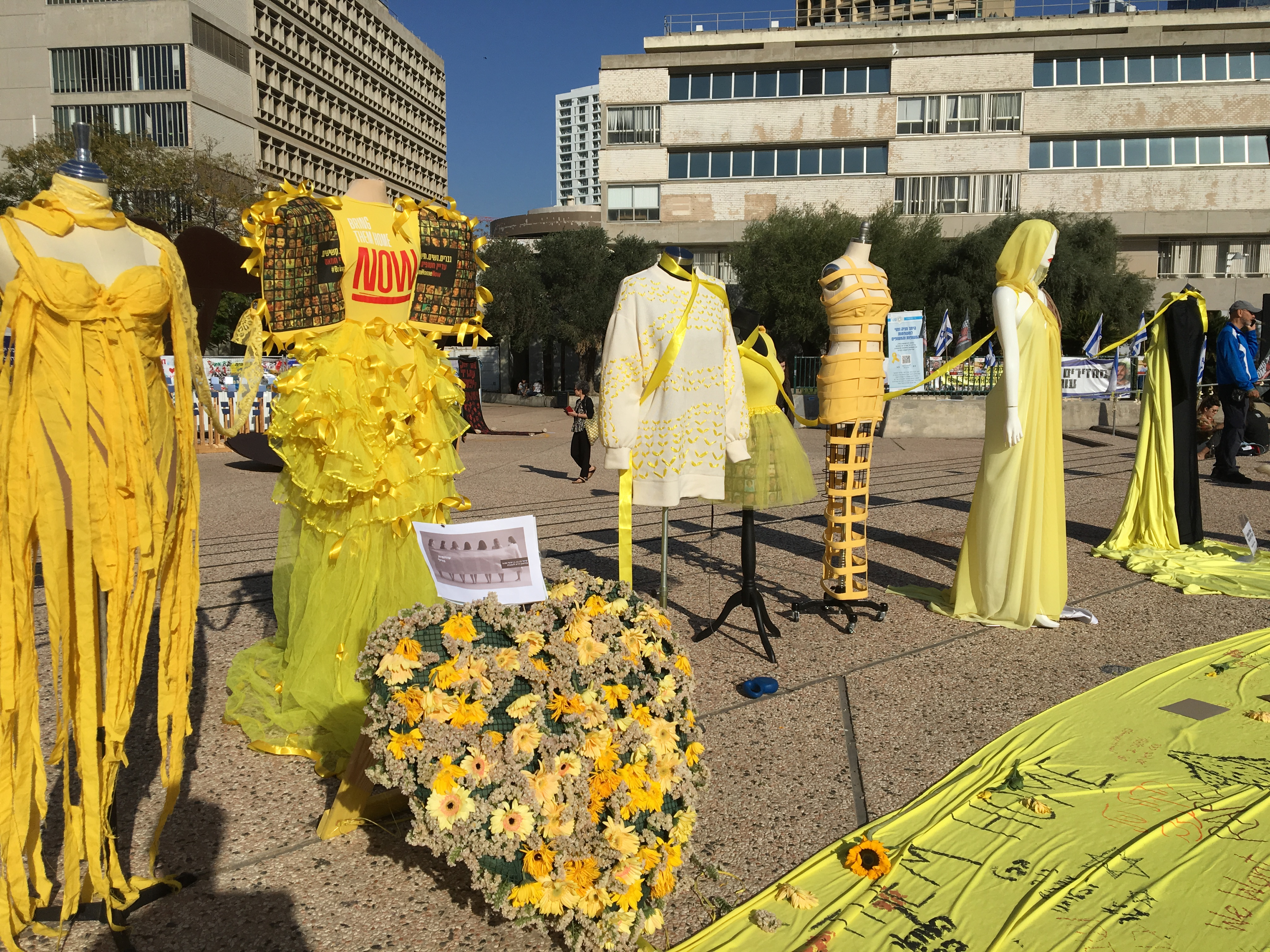
Installation jaune par les familles des otages à Tel Aviv pour rappeler leur existence et réclamer leur retour (24 novembre 2023)

Le 24 novembre, un échange de 13 otages a lieu contre 39 prisonniers palestiniens (femmes et mineurs) rassemblés à la prison d'Ofer en Cisjordanie et remis à la Croix-rouge qui fait la liaison entre l'Égypte et Israël. Parmi les 13 otages (femmes, enfants et personnes fragiles) israéliens libérés, 12 d'entre eux habitaient au kibboutz Nir Oz, particulièrement touché lors des agressions du 7 octobre, et plusieurs sont de la même famille.
Outre les otages israéliens libérés ce 24 novembre, 10 otages thaïlandais et un philippin qui n'étaient initialement pas prévus dans l'accord conclu entre Israël et le Hamas, sont relâchés au même moment et sans contrepartie, à la suite de la visite à Téhéran, un mois auparavant, d'une délégation thaïlandaise musulmane à des représentants palestiniens du Hamas, pour leur rappeler que son pays « traite bien les communautés musulmanes et leur offre de bonnes conditions de vie ». À l'arrivée des anciens prisonniers palestiniens en Cisjordanie, des scènes de liesse ont lieu, alors qu'à Jérusalem-Est, les manifestations de joie étaient interdites. Toute la journée, des camions de carburant, de nourriture et des ambulances de la Croix-Rouge entrent dans la bande de Gaza, dans le cadre de l'aide humanitaire aux réfugiés palestiniens.
17 otages, dont 13 Israéliens (femmes et enfants) sont libérés tardivement dans la soirée du samedi 25 novembre, en échange de 39 prisonniers palestiniens (24 femmes et 15 adolescents). En outre, 4 Thaïlandais sont libérés indépendamment des accords internationaux. À Tel-Aviv, des dizaines de milliers de manifestants se sont rassemblés sur ladite place des Otages pour demander et attendre leur libération.
Le 26 novembre, troisième jour de la trêve, 14 Israéliens dont 9 enfants, un homme israélo-russe de Karmiel (à la demande du président russe Vladimir Poutine et grâce à son « soutien à la cause palestinienne »), quatre femmes, dont une blessée à la jambe et une autre âgée gravement malade à cause de l'absence de médication sont libérés vers 17 h 30, en échange de 39 prisonniers palestiniens. De plus, trois travailleurs thaïlandais sont libérés sans contrepartie, ce même jour.
Au dernier jour de la trêve, le 27 novembre, 11 otages israéliens dont 3 jeunes franco-israéliens et 6 Thaïlandais sont libérés par le Hamas.
La trêve est prolongée de deux jours, jusqu'au 30 novembre 7 h (heure locale), le temps d'établir de nouvelles listes de personnes à libérer.
Le 29 novembre, à quelques heures de l'expiration prévue de la trêve entre Israël, un nouveau groupe d'otages israéliens (dont deux israélo-russes) et étrangers est libéré avec en contre-partie un groupe de 30 prisonniers palestiniens constitué de 16 mineurs et 14 femmes.
En dehors du cadre des négociations entre le Hamas et Israël et de ces échanges, 23 otages thaïlandais ainsi que deux russes sont libérés.
Après 55 jours de captivité, deux nouvelles otages sont libérées à Gaza, 30 novembre en début d'après-midi ː une Israélienne de 40 ans et la Franco-Israélienne Mia Schem encore blessée au bras. Lors de leur libération, les véhicules de la Croix-Rouge sont entourés d'une foule dense et agitée, que les hommes du Hamas tentent de contenir. Dans la soirée, six autres otages sont également relâchés. Ce nombre est plus faible que prévu car le Hamas indique que les deux otages israélo-russes libérées la veille devaient être considérées comme l’ayant été dans le cadre de l’accord. En échange, 30 prisonniers palestiniens avec 23 mineurs et 7 femmes sont libérés.
La trêve permet ainsi la libération de 111 personnes enlevées dont 81 Israéliens, en échange de 240 prisonniers palestiniens détenus par Israël.
| Jour             |    |    |   | Total |
| ---------------- | -- | -- | - | ----- |
| 24 novembre 2023 | 13 | 10 | 1 | 24    |
| 25 novembre 2023 | 13 | 4  |   | 17    |
| 26 novembre 2023 | 14 | 3  |   | 17    |
| 27 novembre 2023 | 11 | 6  |   | 17    |
| 28 novembre 2023 | 10 | 2  |   | 12    |
| 29 novembre 2023 | 12 | 4  |   | 16    |
| 30 novembre 2023 | 8  |    |   | 8     |
| Totaux           | 81 | 29 | 1 | 111   |

D'après le gouvernement israélien, 138 otages restent toujours retenus à Gaza.

### Après la trêve
Après une trêve d'une semaine, les combats reprennent entre Israël et le Hamas palestinien mais le secrétaire d’État américain Antony Blinken déclare que les États-Unis restent « focalisés » sur la libération des autres otages détenus à Gaza.
Plus de deux mois après les dernières libérations d'otages, dans la nuit du 11 au 12 février 2024, deux otages israélo-argentins sont libérés à Rafah lors d'une opération de l'armée israélienne. Cette même opération mène au décès d'environ 100 palestiniens.
Le 8 juin 2024, l'armée israélienne annonce avoir libéré quatre otages israéliens, en vie, lors d’une opération militaire « difficile » à Nuseirat. L'opération, durant laquelle Tsahal tue 274 réfugiés palestiniens, est hautement critiquée par la communauté internationale, jusqu'à être qualifiée de « massacre » par l'Espagnol Josep Borrell.
Le 27 août, Farhan Al-Qadi, résident de la ville bédouine de Rahat enlevé le 7 octobre au kibboutz Magen, est retrouvé par Tsahal dans un tunnel à une vingtaine de mètres de profondeur dans le sud de la bande de Gaza et libéré.

### Durant la seconde trêve (2025)
Le cessez-le-feu entre effectivement en vigueur le 19 janvier 2025. Le 19 janvier 2025, 90 prisonniers palestiniens sont libérés en échange des 3 otages enlevées le 7 octobre 2023 ; le 26 janvier 2025, ce sont quatre otages israéliennes qui sont échangées contre quelque 200 prisonniers palestiniens ; le 30 janvier 2025, ce sont trois otages israéliens et cinq otages thaïlandais qui sont échangés contre 110 prisonniers palestiniens ; le 1er février 2025, 3 otages israéliens contre 183 prisonniers palestiniens; le 8 février 2025, ce sont à nouveau 3 otages israéliens contre 183 prisonniers palestiniens qui sont échangés. Le CICR déplore des « images extrêmement douloureuses » lors de la libération le samedi 8 février de trois otages israéliens apparus très amaigris et demande à « avoir accès » aux otages avant leur libération; le 15 février 2025, trois otages israéliens retenus dans la bande de Gaza sont libérés contre 369 Palestiniens détenus par Israël ; le 20 février, quatre corps sont rendus aux Israéliens dont ceux des bébés Ariel et Kfir et de leur mère Shiri Bibas dont le cercueil porte la mention en hébreu et arabe l'inscription : 07/10/2023 date d'arrestation (07/10/2023  תעריך מעצר) .  
Si le retour des otages libérés suscitent la joie des familles concernées et de leurs proches, l'annonce, le 18 février par le Hamas, que les corps de Shiri Bibas et de ses deux bébés « symboles de la crise des otages » seront remis aux Israéliens le 20 février plonge de nombreux israéliens dans la « détresse ». Le 20 février 2025 , la mise en scène de la remise des corps de quatre otages israéliens dont ceux de la famille Bibas est jugée « abjecte et cruelle » par le Haut-Commissariat des Nations unies aux droits de l'homme.

### Traitement durant la captivité
Selon un rapport envoyé au CICR dès le 15 octobre par le professeur Hagai Levine du Forum des otages et des familles de disparus, de nombreux otages nécessitent un traitement médical en raison de leurs problèmes de santé tels que la maladie de Parkinson, les maladies cardiovasculaires, l'insuffisance cardiaque, le diabète sucré ou le cancer, mais ne peuvent en bénéficier du fait de leur captivité. Cependant, au 24 novembre, le Hamas refuse toujours au CICR l'accès aux otages,,.
Le professeur Gilat Livni, qui a travaillé avec certains des enfants rapatriés à l'hôpital pour enfants de Schneider, déclare dans un premier temps qu'ils sont « généralement en bon état » mais met en garde contre le traumatisme psychologique auquel ils ont été confrontés. Un médecin conseillant les familles des otages détenus fait également écho à cette déclaration, mettant lui aussi en garde contre le traumatisme subi et le long processus nécessaire de restauration d'un sentiment de confiance et de contrôle après leur libération.
Le ministère israélien de la Santé constate que les otages libérés ont perdu en moyenne entre 8 à 15 kilogrammes en sept semaines de captivité, et qu'ils déclarent que leur régime alimentaire en captivité était minime. Le professeur Ronit Lubetzky, directeur du département de pédiatrie du Centre médical Chaim Sheba, déclare que certains enfants ont perdu jusqu'à 10 kg de poids corporel. Le professeur Dror Mendel, directeur de l'hôpital pour enfants Dana-Dwek de Tel Aviv, décrit en outre des blessures orthopédiques, des cicatrices et des brûlures sur les corps de certains otages libérés. Il déduit « des normes d'hygiène très faibles » durant leur captivité en faisant cas de poux, d'éruptions cutanées, d'irritations cutanées et d'inflammations.
Le Dr Hagai Levine qui dirige l'équipe médicale et de résilience du Forum des otages et des familles disparues, ayant accueilli des otages libérés, parle également du manque de soins médicaux prodigués aux otages, d'abus physiques et psychologiques et de famine : « Au début, il y avait une hypothèse implicite selon laquelle les conditions de détention la captivité par le Hamas étaient raisonnables. Cette hypothèse n'existe plus... Des situations sont terribles.... »,.
Début décembre, le professeur Itay Pesach, directeur de l'Hôpital pour enfants Edmond et Lily Safra à Tel Hashomer, qui a soigné certains des 111 otages libérés de captivité, déclare que les patients décrivent « toute la gamme d'abus dont vous pourriez rêver... ». Il ajoute à l'agence international Associated Press qu'au moins 10 otages libérés, hommes et femmes, parmi eux ont été agressés ou abusés sexuellement.
Par la suite, les otages libérés par le Hamas racontent leur expérience personnelle durant leur captivité, soit directement, soit le plus souvent par l'intermédiaire de membres de leur famille.
Le ministère de la Santé israélien finalise en décembre 2024 un projet de rapport sur les abus subis par les otages durant leur détention dans la bande de Gaza. Il répertorie les souffrances physiques et mentales endurées ainsi que leurs effets à long terme, rapporte Le Monde. Rassemblant les témoignages d’otages libérés en novembre 2023, ce rapport détaille les brûlures, les coups, la faim, et les humiliations infligés, ainsi que les répercussions de ces mauvais traitements sur leur santé mentale et physique, même longtemps après leur libération.

## Mort d'otages
Selon Tsahal, la moitié des otages ont été tués lors de leur enlèvement ou sont morts en captivité dans la bande de Gaza.

### Personnalités notables tuées le 7 octobre
- La militante pacifiste israélo-canadienne Vivian Silver (74 ans). Désignée en 2011 par Haaretz comme l'un des « 10 immigrants anglophones les plus influents » en Israël[251], elle est portée disparue donc potentiellement prise en otage, jusqu'au 14 novembre où sa mort est confirmée : elle a été en fait tuée le 7 octobre dans l'incendie son domicile au kibboutz Be'eri[252].
- Plusieurs membres de la famille de l’actrice Agnès Jaoui, du côté de son père, sont enlevés ou assassinés lors des attentats perpétrés le 7 octobre 2023[253].
- Le 30 octobre, les médias citant le ministère israélien des Affaires étrangères annoncent la mort de la tatoueuse Shani Louk qui avait été exhibée à Gaza à l'arrière d'un véhicule du Hamas le 7 octobre[254]. Le chancelier allemand Olaf Scholz déclare alors que ce meurtre n'a aucune justification et que le Hamas doit en être tenu responsable[48].

### Après le 7 octobre
Le 14 octobre, le Hamas déclare que 9 otages ont été tués sur une période de 24 heures à cause des frappes aériennes israéliennes. Le 26 octobre, il annonce que 50 otages sont morts sous les bombardements israéliens. Le 31 octobre, les brigades Ezzedine al-Qassam du Hamas annoncent la mort de 7 otages dont 3 étrangers dans des bombardements israéliens. Le 4 novembre, le Hamas rapporte que plus de 60 otages sont morts à la suite de frappes israéliennes sur Gaza.
Aux différentes annonces de morts d'otages par le Hamas, un responsable israélien avance qu'« indépendamment de ce que prétend le Hamas, tout préjudice causé aux otages relève de la responsabilité du Hamas et qu'il sera tenu pour responsable » de ce qui leur arrive.
Le 10 novembre, trois soldats retenus en otage ont été « probablement tués par une frappe israélienne », selon l'armée israélienne.
Le 14 novembre 2023, Tsahal annonce la mort de la caporale Noa Marciano, âgée de 19 ans, reconnue « soldate tombée au combat et prise en otage par les terroristes » du Hamas, sur la base de Nahal Oz, alors qu'elle était vivante. La veille, la jeune femme apparaissait sur une video de propagande du Hamas, s’adressant à la caméra, puis la vidéo montrait une photographie de son cadavre, la présentant comme « tuée par un bombardement » israélien,. Sur les renseignements de l’agence de sécurité Shin Bet, son corps est retrouvé le 16 novembre à Gaza.
Le 15 novembre, les troupes israéliennes du 603e bataillon de la 7e brigade blindée de l'armée israélienne trouvent près de l’hôpital Al-Shifa de Gaza où elles opèrent, le cadavre de Judith (Yehudit) Weiss, femme âgée de 65 ans, enlevée au kibboutz de Be'eri le 7 octobre alors qu'elle souffrait d'un cancer du sein puis assassinée par le Hamas à Gaza, selon l'armée israélienne qui a également trouvé des armes dans ce même lieu,.
Le 17 novembre, le Hamas publie une vidéo du cadavre d'Arié Zalmanovich (86 ans) du kibboutz Nir Oz, qui serait mort d'une crise cardiaque. Cet otage âgé avait des problèmes de santé et besoin d'un traitement médical dont il ne disposait plus en captivité.
Parallèlement aux images de vidéosurveillance diffusées le 19 novembre, Israël annonce qu'un soldat de Tsahal qui avait été capturé le 7 octobre a été tué par le Hamas alors qu'il était détenu à l'hôpital d'Al-Shifa. Le Hamas a nié cela et indiqué que le soldat avait déjà été signalé comme ayant été tué par une frappe aérienne israélienne le 9 novembre.
Le 29 novembre, les brigades al-Qassam du Hamas annoncent également la mort de Kfir Bibas, le plus jeune otage âgé de neuf mois au moment de son enlèvement au kibboutz de Nir Oz, ainsi que celle de son frère Ariel (4 ans) et de leur mère Shira (34 ans), lors d'une frappe de l'armée israélienne, alors qu'ils auraient été entre les mains d'un autre groupe palestinien. Cette affirmation fait l'objet d'une enquête de la part de Tsahal et d'autres agences ; les responsables israéliens déclarent que le récit des brigades armées du Hamas montre « la barbarie et la cruauté du Hamas ». L'enlèvement de la famille Bibas avait été filmé, le 7 octobre, montrant une mère apeurée tenant ses deux enfants rouquins serrés dans ses bras, alors qu'une partie de leur famille a déjà été tuée,. Leur toute jeunesse et leur chevelure flamboyante en ont fait pour la population israélienne le symbole de cette prise d’otages,.
Le 1er décembre, l'armée israélienne annonce la mort de cinq otages, en ayant prévenu leur famille, les jours précédents. Une enquête du service de renseignement avait établi leur mort et une opération militaire conjointe a permis de ramener le corps de l'un d'entre eux en Israël pour y être enterré,.
Le 12 décembre, Tsahal annonce avoir récupéré, durant une opération militaire du 7 décembre, les corps de deux otages israéliens dans la bande de Gaza : un militaire (36 ans) tué le 7 octobre et une festivalière (28 ans) enlevée lors du festival de musique Tribe of Nova. Au cours de cette opération, deux réservistes sont tués pour récupérer les dépouilles des otages, et l'un d'eux est le fils du général Gadi Eisenkot, membre du cabinet de guerre israélien.
Le 8 décembre, l'armée israélienne tente de mener une opération militaire pour libérer plusieurs otages détenus à Gaza mais elle conduit à un échec qu'elle reconnaît : le Hamas rapporte la mort d'un otage de 25 ans enlevé à son domicile au kibboutz Be'eri le 7 octobre et deux soldats israéliens sont grièvement blessés, informe Tsahal, lors de cette tentative de sauvetage. « Le Hamas a ensuite diffusé une vidéo dans laquelle on voit notamment la dépouille d'un homme, identifié dans la vidéo comme Sahar Baruch. Cette vidéo n'a pas pu être authentifiée de manière indépendante ». Le lendemain, les proches du jeune homme annoncent officiellement son « assassinat » par ses geôliers de Gaza. 
Le 14 décembre, Tsahal trouve le corps du Franco-Israélien Eliya Toledano (28 ans), enlevé au festival Tribe of Nova de Reïm, mort aux mains du Hamas. 
Le 15 décembre, trois otages israéliens sont «  identifiés par erreur... comme une menace », au moment où ils tentent d'être secourus,, et tués par l’armée israélienne, alors qu'ils se trouvent à Shuja'iyya, zone de combat du nord de la bande de Gaza, où les soldats avaient reçu l'ordre de tirer sur tout homme en âge de combattre. Il s'agit du musicien Yotam Haïm (28 ans), de l'ouvrier bédouin Samer al-Talalqa (25 ans), tous deux enlevés au kibboutz Nir Am et de l'étudiant en informatique et basketteur Alon Lulu Shamriz (26 ans), enlevé à Kfar Aza. Le Premier ministre Benjamin Netanyahou déplore une « insupportable tragédie ». L'armée suppose que « les trois ont fui ou ont été abandonnés par les terroristes qui les tenaient en captivité ». Elle fait part de ses « profonds regret s » aux familles des victimes, promet « une enquête transparente »,, sur cet incident et assure en tirer immédiatement des leçons.
Le 24 décembre, l'armée israélienne trouve dans un réseau de tunnels du nord de la bande de Gaza le corps de cinq otages israéliens, soit trois soldats et deux civils morts dans des circonstances à déterminer après autopsie.
Selon Abou Obaïda des brigades Ezzedine al-Qassam du Hamas, sept otages dont trois étrangers sont morts dans le bombardement du camp de Jabaliya, qui a permis l'élimination d'un haut responsable de l'attaque du 7 octobre. Après les frappes israéliennes sur Gaza, plus de 60 otages seraient portés disparus et les corps de 23 otages israéliens inaccessibles seraient coincés sous les décombres, selon cette même source non-vérifiée s'exprimant le 4 novembre.
Le 4 avril 2024 Tsahal ramène de Khan Younès en Israël le corps d'un otage capturé vivant et tué a Gaza.
Le 20 mai 2024, L'armée israélienne récupère les corps de quatre otages tués et emmenés à Gaza, dans un tunnel a Jabaliya par des militants palestiniens lors des attaques du 7 octobre puis annonce le 24 mai avoir rapatrié les corps de trois otages supplémentaires tués et dont les corps ont été enlevés.
Le 31 août 2024, les corps de six otages enlevés lors de l’attaque du Hamas le 7 octobre dans le sud d’Israël sont retrouvés dans la bande de Gaza par l'armée israélienne. Le ministre de la défense israélien, Yoav Gallant, affirme que les otages ont été « tués de sang-froid par le Hamas juste avant qu’on arrive à eux ». « Ceux qui tuent des otages ne veulent pas d’accord », déclare à ce sujet, Benyamin Netanyahou. Le syndicat Histadrout, le principal syndicat israélien, appelle à la grève générale pour le 2 septembre et des manifestations sont organisées. Benyamin Netanyahou est mis en cause pour faire traîner les négociations.
Le 23 juin 2025, l'armée israélienne annonce avoir récupéré la veille dans une opération combinée avec le Shin Bet à Ofra Keidar (bande de Gaza) les dépouilles de trois otages considérés morts jusqu'ici : ceux d'Ofra Keidar, Yonatan Samerano et le sergent-chef Shai Levinson.